# جوزيف هنري ألين
جوزيف هنري ألين (بالإنجليزية: Joseph Henry Allen)‏ هو عالم عقيدة أمريكي، ولد في 21 أغسطس 1820 في نورثبورو في الولايات المتحدة، وتوفي في 20 مارس 1898 في كامبريدج في الولايات المتحدة.